# شون مالوني (سياسي)
شون مالوني (بالإنجليزية: Sean Maloney)‏ هو سياسي أيرلندي، ولد في 9 يناير 1945. انتخب عضو مجلس الشيوخ من أيرلندا عن دائرة Labour Panel ‏ وقد انضم خلال فترته النيابية ‏ (17 فبراير 1993 – 10 يوليو 1997) للكتلة البرلمانية حزب العمال (جمهورية أيرلندا).